# Кандлер-Макафи (Џорџија)
Кандлер-Макафи (енгл. Candler-McAfee) насељено је место без административног статуса у америчкој савезној држави Џорџија.

## Демографија
По попису из 2010. године број становника је 23.025, што је 5.269 (-18,6%) становника мање него 2000. године.
| Група             | 2000.          | 2010.          |
| Белци             | 888 (3,1%)     | 1.399 (6,1%)   |
| Афроамериканци    | 26.926 (95,2%) | 21.030 (91,3%) |
| Азијати           | 42 (0,1%)      | 47 (0,2%)      |
| Хиспаноамериканци | 264 (0,9%)     | 303 (1,3%)     |
| Укупно            | 28.294         | 23.025         |